# Langues à Anguilla
La langue officielle d'Anguilla est l'anglais, qui est parlé suffisamment bien pour soutenir une conversation par 99 % des habitants de l'île.

## Statistiques
| Langue      | Population | %      |
| ----------- | ---------- | ------ |
| Anglais     | 11 329     | 99,12  |
| Espagnol    | 738        | 6,46   |
| Français    | 342        | 2,99   |
| Néerlandais | 95         | 0,83   |
| Allemand    | 59         | 0,52   |
| Italien     | 42         | 0,37   |
| Chinois     | 22         | 0,19   |
| Autre       | 128        | 1,12   |
| Total       | 11 430     | 100,00 |